# Болевой приём
Болевой приём — общий термин для действий человека во время схватки, сочетающих определённые захваты и движения, используемые для причинения противнику интенсивных болевых ощущений без применения ударной техники. В большинстве случаев непосредственной причиной боли является вынужденное движение одного из суставов человека по одной из осей на уровне физиологического предела (и, таким образом, на грани травмы), существуют также приёмы, сводящиеся к интенсивному локальному давлению на ткани. Для осуществления болевых приёмов обычно используется механизм рычага и противопоставление силе одной изолированной группы мышц атакуемого силы нескольких групп мышц атакующего; благодаря этим принципам владеющий техникой болевых приёмов человек может успешно проводить их против физически более развитых оппонентов. Болевые приёмы могут применяться для нейтрализации врага в рукопашном бою или самообороне, усмирения непокорного в правоприменении, принуждения соперника к сдаче и, таким образом, достижения чистой победы в спорте.
Эффективность болевых приёмов сделала их ключевой составляющей техники множества видов единоборств: джиу-джитсу (особенно бразильского), дзюдо, самбо, айкидо. А также частью подготовки солдат и приёмов боевых систем самозащиты, таких как крав-мага. Сама сущность болевого приёма в любом случае делает эти элементы борьбы в той или иной степени травмоопасными: жёсткое или резкое выполнение приёма с приложением большой силы легко может привести к травме опорно-двигательного аппарата. В связи с этим разрешённые и запрещённые технические действия строго регламентированы правилами каждого спортивного единоборства: к примеру, болевые приёмы на локтевой сустав разрешены практически везде, а воздействие на суставы пальцев запрещено даже в смешанных единоборствах.

## Наименование приёмов
Более или менее исчерпывающее наименование какой-либо техники включает следующие компоненты:
1. Основной технический признак приёма: рычаг, ущемление, узел, скручивание или выкручивание.
2. Характеристика основного элемента в структуре приёма: рычаг локтя, узел стопы.
3. Детали приёма: рычаг локтя с захватом руки между ног.
4. Исходное положение: рычаг локтя с захватом руки между ног из положения на груди соперника.

Одновременное развитие техники болевых приёмов среди различных школ, использующих различную терминологию, привело к нередким случаям путаницы, когда один и тот же приём имеет целый ряд названий: к примеру, узел руки предплечьем кверху в дзюдо называется «удэ-гарами» (яп. 腕緘), в кэтч-рестлинге — «захват на часы» (англ. keylock), в бразильском джиу-джитсу — «американа» (порт. americana).

## Классификация приёмов по механизму
- Рычаги (перегибы) — приёмы, выполняемые на выпрямленной конечности и заключающиеся в избыточном разгибании сустава[3][7].
- Дожимы — приёмы, схожие с рычагами, но в реверсивном порядке, вызывая боли по причине чрезмерного сгибания сустава[1].
- Узлы (выкручивания) — приёмы, проводимые на согнутой конечности и сводящиеся к чрезмерному вращению сустава[3][7].
- Скручивания — приёмы, в которых происходит воздействие на сустав, путём его проворота вокруг своей оси до максимально предела[1].
- Ущемления — приёмы, заключающиеся в сжатии мягких тканей (обычно мышцы или сухожилия) между костями   противника[1][7].

## Болевые приёмы на руку
Болевыми приёмами на руку называются рычаги и узлы, воздействующие на лучезапястный, локтевой и плечевой суставы, а также ущемления плеча и предплечья. Это широко распространённые приёмы: воздействие на локтевой и плечевой суставы разрешено практически во всех единоборствах, где болевые приёмы не запрещены вообще, благодаря тому, что между воздействием, причиняющим боль, и воздействием, наносящим травму, есть относительно существенная разница в интенсивности. Ущемления не обладают таким свойством, вследствие чего, к примеру, ущемление бицепса в соревнованиях по бразильскому джиу-джитсу (версия IBJJF) разрешено только начиная с коричневого пояса. По статистике, армбар (рычаг локтя) и кимура (обратный узел плеча) входят в число самых популярных приёмов в UFC.
Болевые приёмы на запястья — это самая травмоопасная для руки группа приёмов. При резком рывке или применением большой силы связки и сухожилия неподготовленного человека могут сильно пострадать (к примеру, в спортивном самбо запрещены вообще, а в дзюдо отрабатываются только в ката). Также они непопулярны в ММА из-за обязательного тейпирования запястий бойцов фиксирующими бинтами. С другой стороны, воздействия на запястье являются важным компонентом техники и «визитной карточкой» айкидо. Возможность выполнять болевые приёмы на запястье в стойке и лёгкость перехода с них на узел плеча с заломом руки за спину (англ. hammerlock) сделал эти приёмы очень частыми в применении среди сотрудников силовых структур.

## Болевые приёмы на ногу
Это воздействия, вызывающие болевые ощущения в голеностопном, коленном, тазобедренном суставах, а также мягких тканях ног. Болевые приёмы на нижние конечности ноги наиболее травмоопасны, потому что точка их приложения — сравнительно хрупкие связки колена и голеностопа. Болевые приёмы на ноги запрещены в дзюдо, сильно ограничены в бразильском джиу-джитсу (большинство приёмов можно выполнять только начиная с коричневого пояса, а, в частности, скрутка пятки запрещена на любом уровне), но широко применяются в самбо, грэпплинге и смешанных единоборствах.

## Болевые приёмы на мелкие суставы
Почти любое интенсивное воздействие на сравнительно хрупкие суставы пальцев рук и ног легко приводит к травме, так как даже захват одного пальца двумя создаёт мощный рычаг, а время между возникновением болевого ощущения и травмой очень невелико. Из-за этих свойств болевые приёмы на пальцы, как правило, запрещены в спортивных состязаниях, но имеют важное значение в практическом применении и поэтому изучаются в системах самозащиты.

## Болевые приёмы на позвоночник
Эффективность приёмов на позвоночник основана скорее не на их болевом эффекте, а на угрозе тяжелейшей травмы, которую они представляют: резко или с большой силой выполненный приём с высокой вероятностью приводит к травме спинного мозга. Воздействие на позвоночник запрещено в большинстве спортивных соревнований, однако разрешается в некоторых профессиональных турнирах по грэпплингу (Metamoris, Grapple Quest), а также MMA: к примеру, на турнире UFC Fight Night: Nogueira vs. Davis в 2011 году «Корейский Зомби» Чон Чхан Сон победил Леонардо Гарсию приёмом на шею, известным как «твистер».